# Laëtitia Atlani-Duault
Laëtitia Atlani-Duault, née le 1er septembre 1972, est une anthropologue française, présidente de l'Institut Covid-19 Ad Memoriam de l'université de Paris,, directrice du WHO Collaborating Centre for Research on Health and Humanitarian Policies and Practices de l'IRD, et directrice de recherche en anthropologie au CEPED de l'université de Paris et l'Institut de recherche pour le développement. 
Elle est également professeur affiliée à Sciences Po Paris et à la Mailman School of Public Health, université Columbia à New York. Elle est récipiendaire de la Médaille de bronze du CNRS en 2008 et a été nommée chevalier de l'ordre des Palmes académiques par le ministère de l'Éducation et de l'Énseignement supérieur en 2018. Elle est régulièrement invitée à l'étranger comme professeur invité en anthropologie et santé publique.

## Biographie
Laëtitia Atlani-Duault est titulaire d'un doctorat en anthropologie de l'université Paris-Nanterre portant sur l'éthnographie des politiques internationales de prévention du VIH en Asie centrale et en Transcaucasie post-soviétiques (1994-2001) et d'une habilitation à diriger des recherches.
Dans les années 1990 et début 2000, elle travaille pour le programme des Nations unies pour le développement au siège à New York, dans les pays de l'ex URSS, en Europe de l'Est, en Afrique et en Asie.
En 2003, elle rentre en France et intègre l'université Lyon II en tant que maîtresse de conférence en anthropologie. En 2008, elle quitte Lyon pour intégrer l'université Paris 10-Nanterre comme maitresse de conférences en anthropologie et membre du Laboratoire d’Ethnologie et de Sociologie comparative.
Elle devient directrice de recherche en anthropologie à l’Institut de recherche pour le développement (IRD) en 2011.
De 2012 à 2015, elle est nommée conseillère senior aux affaires humanitaires auprès du Secrétariat général des Nations unies (UN-CEB) à New York.
Elle conserve des attaches aux États-Unis en étant visiting professor au département d’anthropologie du collège Hunter (CUNY-HUNter), puis intervient sur les droits de l'homme au Roosevelt Public Policy Institute (2012-2014) ainsi qu'en tant que Visiting Professor à l'École Mailman de Santé publique (en) de l’université Columbia, à New York, de 2015 à 2017. Elle était également représentante scientifique de l’IRD auprès des Nations unies de 2015 à 2017.
Elle a été nommée directrice du Collège d'études mondiales en janvier 2018 puis directrice scientifique de la Fondation Maison des Sciences de l'homme en octobre 2019. A ce titre, elle a dirigé le Pôle recherche, qui rassemble l’ensemble des programmes, projets, chaires, et plateformes de recherche de la Fondation Maison des sciences de l’homme.
Le 27 avril 2018, elle a été nommée chevalier de l'ordre des Palmes académiques par le ministère de lʼEnseignement supérieur, de la Recherche et de lʼInnovation. 
Elle est par ailleurs l'un des membres fondateurs du conseil scientifique de REACTing (INSERM/AVIESAN) chargé de préparer et coordonner la recherche pour faire face aux crises sanitaires liées aux maladies infectieuses émergentes.
Elle est membre de la Commission indépendante d’enquête sur les abus sexuels dans l’Église de France, et membre de l’UMR Centre Population et Développement (CEPED), un laboratoire IRD / INSERM / Université de Paris basé dans l’Ecole de médecine de la rue des Saint Pères. Elle est également membre du Laboratoire d'ethnologie et de sociologie comparative. Elle est également professeur affilié à la Mailman School of Public Health de université Columbia, et professeur affilié à Science Po – École d’Affaires publiques et conseiller scientifique du SDGs Certificate de Sciences Po. 
Elle a été chargée de mission scientifique pour l’anthropologie du Haut Conseil de l'évaluation de la recherche et de l'enseignement supérieur (HCERES). 
Elle est co-rédactrice en chef avec Michel Wieviorka de la revue Socio et dirige, avec Jean-Pierre Dozon, la plate-forme scientifique L’humanitaire dans la globalisation ainsi que la collection Le (bien) commun aux Éditions de la Maison des sciences de l’Homme.
En 2020, lors de la pandémie de maladie à coronavirus, elle fait partie du Conseil scientifique Covid-19, présidé par le professeur Jean-François Delfraissy et du Comité analyse recherche et expertise (CARE) présidé par la prix Nobel Françoise Barré-Sinoussi, réunissant 12 scientifiques et médecins pour conseiller le gouvernement sur les traitements et les tests contre le SARS-CoV-2.
En avril 2020, l'Organisation mondiale de la santé labellise un nouveau WHO Collaborating Center for Research on Health and Humanitarian Policies and Practices de l'IRD qu'elle dirige.
Elle est la fondatrice et préside l’Institut COVID19 Ad Memoriam (Université de Paris), créé en juin 2020 comme une plateforme de recherche réunissant des mondes multiples, venant tant de la recherche, de la santé, du droit et de la justice, de l’économie que des associations de victimes et représentants de la société civile, des cultes et grands courants de pensées, ou encore des arts et de la culture,.
Elle est membre de la Commission indépendante sur les abus sexuels dans l'Église présidée par Jean-Marc Sauvé, mise en place par la Conférence des évêques de France (CEF) et la Conférence des religieux et religieuses de France (Corref) en février 2019 et qui rend son rapport en octobre 2021.

## Travaux de recherche
Les travaux de recherche de Laëtitia Atlani-Duault portent sur la fabrique de l’aide humanitaire. Via une double ethnographie développée dans Au bonheur des autres, elle analyse de l’intérieur une agence chargée de la réponse aux crises humanitaires, et les réactions des populations ‘bénéficiaires. 
Anthropologue du politique, elle s’intéresse en particulier à l’impact sociétal des crises sanitaires et humanitaires et à la fabrique et la gouvernance des réponses, tant gouvernementales que non gouvernementales, qui leur sont apportées.
Elle a notamment mené des recherches et publié sur : la mémoire de la violence sexuelle chez les boat people vietnamiens ; les politiques de l’assistance humanitaire dans les camps aux réfugiés victimes de violences sexuelles organisées ; les ressorts sociaux de l’épidémie de sida en Asie centrale et Transcaucasie et les politiques onusiennes de la souffrance sociale ; la fabrique de l’humanitaire onusien dans l’ancien Second Monde ; les ONG du Sud dans la promotion de la « bonne gouvernance » ; Les théories et les méthodes de l’anthropologie de l’aide humanitaire ; les reconfigurations de l’aide médicale humanitaire internationale ; la judiciarisation de la recherche en sciences sociales ; les rumeurs en temps d’épidémie,  les lieux de mémoire sonore et la musique, les sons et le silence en contexte de violence organisée, ou encore la gouvernance ces crises humanitaires et sanitaires. 
Ses livres sont traduits en plusieurs langues et les articles et les numéros de revue qu'elle a dirigé sont publiés dans des revues internationales telles que The Lancet; Social Science and Medicine; The Lancet Public Health; The Lancet Infectious Diseases; Culture, Medicine and Psychiatry; Transcultural Psychiatry; Medical Anthropology; Public Understanding of Science; Ethnologie Française, etc.

## Publications

### Livres et numéros spéciaux de revues dirigés
- Atlani-Duault, Bradol JH, Le Pape M. & Vidal C. (ed), 2021, Violences extrêmes : Enquêter, Secourir, Juger, Paris : MSH Editions.https://www.fmsh.fr/fr/diffusion-des-savoirs/violences-extremes-enqueter-secourir-juger
- Velasco Pufleau L. & Atlani-Duault L. (eds), 2021, Lieux de mémoires sonores. Des sons pour survivre, des sons pour tuer, Paris : Editions de la MSH. http://www.editions-msh.fr/livre/?GCOI=27351100585900 Les bonnes feuilles sont disponibles: https://theconversation.com/bonnes-feuilles-des-sons-pour-survivre-des-sons-pour-tuer-161696
- Velasco Pufleau L & Atlani-Duault L. (eds), 2020, Sounds of Survival, Weaponization of Sounds, numéro spécial, Violence, SAGE, special issue, 124p. https://journals.sagepub.com/toc/vioa/current
- Atlani-Duault L., 2015, Per La Felicità Degli Altri. Antropologia Dell'aiuto Umanitario, Napoli: Liguori, 245p. https://www.libreriauniversitaria.it/bene-altri-antropologia-aiuto-umanitario/libro/9788820752828
- Atlani-Duault L. & Dufoix S. (eds), 2014, Chercheurs à la barre, numéro spécial, Socio, Paris, Vol.3, 338p. https://journals.openedition.org/socio/555
- Atlani-Duault L. & Vidal L. (eds), 2013, La santé globale ; laboratoire de l’aide internationale?, numéro spécial, Tiers Monde, Paris : Armand Colin, Vol. 3, n°215, 164p. https://www.cairn.info/revue-tiers-monde-2013-3.htm
- Atlani-Duault L. (ed), 2011, Ethnographies de l’aide, numéro spécial, Ethnologie française, Paris: Presses Universitaires de France, Vol. 3, 148 p. https://www.cairn.info/revue-ethnologie-francaise-2011-3.htm
- Atlani-Duault L., 2009, Au bonheur des autres. Anthropologie de l'aide humanitaire (édition actualisée), Paris : Armand Colin, 236p. https://www.armand-colin.com/au-bonheur-des-autres-anthropologie-de-laide-humanitaire-9782200243340
- Atlani-Duault L. & L. Vidal (eds), 2009, Anthropologie de l'aide humanitaire et du développement. Des pratiques aux savoirs, des savoirs aux pratiques, Paris : Armand Colin, 360p. https://www.armand-colin.com/anthropologie-de-laide-humanitaire-et-du-developpement-9782200350734
- Atlani-Duault L. (ed.), 2008, Eclats d'empire, un nouveau sud ? Asie centrale et Transcaucasie, numéro spécial, Tiers Monde, Paris : Armand Colin, N°193, 231p, https://www.cairn-int.info/journal-revue-tiers-monde-2008-1.htm#
- Atlani-Duault L., 2007, Humanitarian Aid in Post-Soviet Countries. An Anthropological Perspective. London: Routledge, 160p. https://www.routledge.com/Humanitarian-Aid-in-Post-Soviet-Countries-An-Anthropological-Perspective/ Atlani-Duault/p/book/9780415448840
- Atlani-Duault L. (ed.), 2007, Anthropologues et ONG : des liaisons fructueuses?, numéro spécial, Humanitaire, n°4, 80 p. https://docplayer.fr/65564230-Anthropologues-et-ong-des-liaisons-fructueuses.html
- Atlani-Duault L., 2007, Pentru Binele Celorlalti : Antropologia Ajutorului Umanitar. Bucharest: Ed. Olimp, 191p. https://issuu.com/noualiteratura/docs/nl_nr_214
- Atlani-Duault L., 2005, Au bonheur des autres. Anthropologie de l'aide humanitaire. Nanterre : Société d'Ethnologie, 200p. https://www.lcdpu.fr/livre/?GCOI=27000100019260&fa=details
- Atlani-Duault L. (ed.), 2005, Les ONG à l'heure de la "bonne gouvernance", numéro spécial, Autrepart, Paris: Armand Colin, n°35, 183 p. https://www.cairn.info/revue-autrepart-2005-3.htm

### Articles (dans des revues avec comités de lecture)
- Atlani-Duault L. et al., 2021, Immune evasion means we need a new social contract, Lancet Public Health. DOI: https://doi.org/10.1016/S2468-2667(21)00036-0
- Atlani-Duault L. et al., 2020, COVID-19: France grapples with the Pragmatics of Isolation, The Lancet Public Health, Vol 5, Issue 11, E573-E574, Nov 01, 2020, https://doi.org/10.1016/S2468-2667(20)30235-8
- Velasco-Pufleau L. & Atlani-Duault L., 2020, Sounds of Survival, Weaponization of Sounds : Exploring Sonic Lieux de Mémoire, SAGE : Violence, pp. 265-272. https://doi.org/10.1177/2633002420976479
- Atlani-Duault L. et al., 2020, France’s COVID-19 Response: Balancing Conflicting Public Health Traditions, The Lancet, Vol 396 July 25, 2020, pp. 219-220, https://doi.org/10.1016/S0140-6736(20)31599-3
- Atlani-Duault L.Et Al.., 2020, Tracking Online Heroisation and Blame in Epidemics, The Lancet Public Health. Vol. 5, Issue 3, E137-E138, March 01, 2020, Doi: https://doi.org/10.1016/S2468-2667(20)30033-5
- Valente P.K, Morin C. Roy M., Mercier A., Atlani-Duault L, 2020, Sexual Transmission of Zika Virus on Twitter: A Depoliticized Epidemic, Global Public Health. An International Journal for Research, Policy and Practice, Vol. 15, Issue 11, pp. 1689-1701, https://doi.org/10.1080/17441692.2020.1768275
- Moreau N., Roy M, Wilson A., Atlani-Duault L., 2020, ‘Life is more important than football’: Comparative Analysis of Tweets and Facebook Comments on Ebola and the 2014 African Cup of Nations, International Review for the Sociology of Sport, pp. 1-24, DOI: https://doi.org/10.1177/1012690219899610
- Roy M., Moreau N., Rousseau C., Mercier A., Wilson A., Atlani-Duault L., 2019, Ebola and Localized Blame on Social Media: Analysis of Twitter and Facebook Conversations during the 2014-2015 Ebola Epidemic, Culture, Medicine and Psychiatry, 24 p., DOI: https://doi.org/10.1007/s11013-019-09635-8
- Morin C., Mercier A., Atlani-Duault L., 2019, Text–Image Relationships in Tweets: Shaping the Meanings of an Epidemic, Societies 9, 12; doi: https://doi.org/10.3390/soc9010012
- Atlani-Duault L., Brown L., L. Fried, 2018, The Elderly: An Invisible Population in Humanitarian Aid, The Lancet Public Health, Vol. 3, 1, e14.
- Morin C, Bost I, Mercier A, Dozon J, Atlani-Duault L., 2018, Information Circulation in times of Ebola: Twitter and the Sexual Transmission of Ebola by Survivors. PLOS Currents Outbreaks, doi: https://doi.org/10.1371/currents.outbreaks.4e35a9446b89c1b46f8308099840d48f
- Martins T, Kerr L, Macena R, Mota R, Dourado I, Brito AM, Atlani-Duault and al., 2018, Incentives and barriers to HIV testing among female sex workers in Ceará, Revista de Saude Publica, 52:64.
- Frasca T., Fauré Y. & Atlani-Duault L., 2018, Decentralisation of Brazil’s HIV/AIDS Programme: Intended and Unintended Consequences, Global Public Health, 2018:13(12);1725-1736.
- Atlani-Duault L., 2017, Bernard Saladin d’Englure : Un pionnier du troisième sexe social (entretien), Socio, 9, 37-74.
- Atlani-Duault L. & Delattre F., 2016, Is Aleppo the grave of the United Nations ?, The Lancet, vol. 388, No10059, p.2473. https://www.thelancet.com/journals/lancet/article/PIIS0140-6736(16)32122-5/fulltext
- Atlani-Duault, L. et al., 2016, State Humanitarian Verticalism versus Universal Health Coverage. One hundred years of French international health assistance revisited, The Lancet, 387, pp. 2250–62. https://www.thelancet.com/pdfs/journals/lancet/PIIS0140-6736(16)00379-2.pdf
- Atlani-Duault L. et al., 2015, Blood Libel Rebooted: Traditional Scapegoats, Online Media, and the H1N1 Epidemic, Culture, Medicine and Psychiatry, Vol. 39, p. 43-61. https://link.springer.com/article/10.1007/s11013-014-9410-y
- Rousseau, C., N. Moreau, M.-P. Dumas, I. Bost, S. Lefebvre, L. Atlani-Duault, 2015, Public Media Communications about H1N1, Risk Perceptions and Immunization Behaviours: A Quebec-France Comparison, Public Understanding of Science, vol.24, no2, p.225-240. https://journals.sagepub.com/doi/full/10.1177/0963662513495149
- Gonçalves V.F, Kerr L., Mota R.S., Macena R.H.M., Freire D.G., Brito A.M., Dourado I., Atlani-Duault, L., Vidal L., Kendall C., 2016, Incentives and barriers to HIV testing in men who have sex with men in a metropolitan area in Brazil. Cadernos de Saúde Pública, 32(5), e00049015. https://www.scielo.br/scielo.php?script=sci_serial&pid=0102-311X&lng=pt&nrm=iso
- Atlani-Duault L. & Dufoix S., 2014, « Les sciences sociales saisies par la justice », in Socio, vol. 3, p. 9-49. https://journals.openedition.org/socio/617
- Atlani-Duault L. et al., 2013, Behavioural Research in Epidemics, The Lancet Infectious Diseases, vol. 13, p. 367-368. https://www.thelancet.com/journals/laninf/article/PIIS1473-3099(13)70097-5/fulltext
- Atlani-Duault L. & Vidal L., 2013, Le moment de la santé globale ; Formes, figures et agenda d’un miroir de l’aide internationale, Tiers Monde, vol. 3, n°215, p. 7-16. https://www.cairn.info/revue-tiers-monde-2013-3-page-7.htm
- Atlani-Duault L. & Vidal L., 2013, The Era of Global Health. Forms, Figures, and Agendas for International Aid (traduction), Tiers Monde, vol. 3, n°215, p. 7-16. https://www.cairn-int.info/article-E_RTM_215_0007--the-era-of-global-health.htm
- Atlani-Duault L., Dufoix S., Wieviorka M., 2013, « La sociologie et le monde :entretien avec Immanuel Wallerstein », Socio, vol. 1, p. 154-71. https://journals.openedition.org/socio/302
- Atlani-Duault L., 2013, Comment: “A Small World”: Ethnography of a Natural Disaster Simulation in Lima, Peru, Social Anthropology, vol. 21, Issue 1, p. 54–56. https://doi.org/10.1111/1469-8676.12009
- Atlani-Duault L., 2011, Les figures de l'aide internationale, Ethnologie française, 2011/3, p. 389-392. https://www.cairn.info/revue-ethnologie-francaise-2011-3-page-389.htm
- Atlani-Duault L. & Dozon J.P., 2011, Colonization, Development, Humanitarian Aid. Towards an Anthropology of International Aid (traduction), Ethnologie française, Vol. 41, p. 393-403. https://www.cairn-int.info/article-E_ETHN_113_0393--colonization-development-humanitarian.htm
- Atlani-Duault L. & Dozon J.P., 2011, « Colonisation, développement, aide humanitaire :pour une anthropologie de l’aide internationale », in Ethnologie française, vol. 2011/3, p. 393-403. https://www.cairn.info/journal-ethnologie-francaise-2011-3-page-393.htm
- Atlani-Duault L. & Kendall C., 2009, Influenza, Anthropology, and Global Uncertainties, Medical Anthropology: Cross-Cultural Studies in Health and Illness, 1545-5882, Vol. 28, 3, p. 207-211. https://www.tandfonline.com/doi/abs/10.1080/01459740903070519
- Rechtman R., Atlani-Duault L., 2009, « Psychanalyse et anthropologie aujourd’hui : une question de genre », in Journal des anthropologues, vol. 116-117, p. 212-130. https://www.cairn.info/revue-journal-des-anthropologues-2009-1-page-121.htm
- Atlani-Duault L. & Lautier B., 2008, « Quand le Second Monde bascule au Sud », in Tiers-Monde, 198, p. 4-12. https://www.cairn.info/revue-tiers-monde-2008-1-page-5.htm
- Atlani-Duault L. & Poujol C., 2008, L’aide internationale en question. Enjeux d’une résistance coloniale, soviétique et post-soviétique en Asie centrale, Tiers-Monde, vol. 198, p. 37-54. https://www.cairn.info/revue-tiers-monde-2008-1-page-37.htm
- Atlani-Duault L., 2007, Anthropologues et ONG : des liaisons fructueuses ? Humanitaire, vol. 4, p. 2-9. https://docplayer.fr/65564230-Anthropologues-et-ong-des-liaisons-fructueuses.html
- Atlani-Duault L., 2007, Sur les cendres des révolutions de couleur. Drogues et démocratisation en Asie Centrale, Revue d’études comparatives Est-Ouest, 38(1), p. 29-44. https://www.persee.fr/doc/receo_0338-0599_2007_num_38_1_1813
- Atlani-Duault L., 2007, Goluboi ou la difficulté d’être ‘bleu’. Homosexualité et aide internationale en Asie centrale, Anthropologie et Sociétés, 30(2), p. 91-111. https://www.erudit.org/fr/revues/as/2007-v31-n2-as2394/018684ar/
- Bouville J.F., Atlani-Duault L., Heidenreich F., Moro M.R., 2005, Se protéger en exil. L’‘attachement’ chez les enfants de familles en demande d’asile, L’autre, vol. 6 (3), p. 385-398. https://www.cairn.info/revue-l-autre-2005-3-page-385.htm?contenu=resume
- Atlani-Duault L., 2005, Les ONG à l’heure de la bonne gouvernance, Autrepart, Vol. 35, pp. 3-18. https://www.cairn.info/revue-autrepart-2005-3-page-3.htm
- Atlani-Duault L., 2003, La ‘bonne gouvernance’, nouvelle éthique du développement ? L’expérience des pays d’Asie centrale et de Transcaucasie, Autrepart, 28 : 165-179. https://www.cairn.info/revue-autrepart-2003-4-page-165.htm
- eidenreich F., Bouville J.F. Atlani-Duault L., Moro M.R., 2003, Processus d’inscription dans la société d’accueil des familles en attente d’un statut de réfugié et de leurs enfants, L’autre, 4(3), pp. 471-4. https://www.cairn.info/revue-l-autre-2003-3-page-471.html
- Atlani L., 2002, Europe de l’Est : Aujourd'hui les usagers de drogues, et demain ? Trancriptase, 100, pp.10-14. https://documentation.ehesp.fr/index.php?lvl=notice_display&id=2351
- Atlani L. et al., 2000, Social Change and HIV/AIDS in the Former Soviet Union: The Making of an Epidemic, Social Science and Medicine, 50:1547-1556. https://www.sciencedirect.com/science/article/abs/pii/S0277953699004645?via%3Dihub
- Atlani L. & Rousseau C., 2000, The Politics of Culture in Humanitarian Aid to Refugees Having Experienced Sexual Violence, Transcultural Psychiatry, Vol.37(3):435-449, 2000. https://journals.sagepub.com/doi/10.1177/136346150003700309
- Atlani L., 1998, Le sida se lève à l'Est, Transcriptase, n°64 :20-24. https://documentation.ehesp.fr/index.php?lvl=notice_display&id=228937
- Atlani L., 1997, Assistance aux victimes de violences sexuelles dans les camps de réfugiés. Lecture ethnologique des recommandations des agences internationales en matière de soutien psycho-social, Psychopathologie Africaine, Vol.XXVIII,1 :25-53. https://bdsp-ehesp.inist.fr/vibad/index.php?action=getRecordDetail&idt=166822

### On-line database
- Atlani-Duault L. (advisory board), 2015, Human Rights Cases Online, Alexandria: Alexander Street Press. https://alexanderstreet.com/products/human-rights-studies-online

### Chapitres d'ouvrages
- Velasco-Pufleau L. & Atlani-Duault L., 2021, Lieux de mémoire sonore. Des sons pour survivre, des sons pour tuer, In Velasco-Pufleau L. & Atlani-Duault L., Lieux de mémoires sonores. Editions de la Maison des Sciences de l’Homme.
- Atlani-Duault L. et al., 2016, Les rumeurs du blâme en temps d’épidemie. In M. Wieviorka (ed), Mensonges et vérités, Auxerre : Editions Sciences Humaines, pp. 231-246.
- Atlani-Duault L., 2009, Homosexual Repression and AIDS in Post-Soviet Central Asia, In C. Pope, R. White and R. Malow (eds), HIV/AIDS: Global Frontiers in Prevention and Intervention, London: Routledge, pp.51-77.
- Atlani-Duault L., 2009, Anthropologie de l’aide humanitaire et du développement. Histoire, enjeux contemporains et perspectives, in L. Atlani-Duault and L. Vidal (eds), Anthropologie de l’aide humanitaire et du développement. Paris, Armand Colin, p. 17-40.
- Atlani-Duault L., 2007, Revolutions clothed in the colors of spring. Exporting democracy to the East, In M. Feher (ed), Non-Govermental Politics, New York: Zone Books, pp. 586-592.
- Atlani-Duault L., 2006, Entre mémoire et oubli : la construction institutionnelle de la souffrance sociale. Essai d’anthropologie politique de l’aide au développement, in J.F. Baré (ed). Paroles d’experts. Etudes sur la pensée institutionnelle du développement, Paris : Karthala, pp. 239-288.

## Distinctions
- Médaille de bronze du CNRS (2008)

### Décorations
- Chevalier de l'ordre des Palmes académiques (2018)
- Chevalier de la Légion d'honneur (2022)

## Vidéographie
- Les Grands Débats #2 – Les technologies nous sauveront-elles ? - Université de Paris.